# Voo Saudia 163
O Voo Saudia 163 foi um voo regular de passageiros da Saudia que pegou fogo após a decolagem do Aeroporto Internacional de Riade (agora Base Aérea de Riade) a caminho de Jidá, Arábia Saudita em 19 de agosto de 1980. Todos os 287 passageiros e 14 tripulantes a bordo do Lockheed L-1011-200 TriStar morreram por inalação de fumaça depois que a aeronave fez um pouso de emergência bem-sucedido em Riade.
O acidente é o mais mortal envolvendo um Lockheed L-1011 TriStar, bem como o desastre de aviação mais mortal a ocorrer na Arábia Saudita. Na época, este foi o segundo acidente de aeronave mais mortal na história da aviação envolvendo um único avião, depois do Voo Turkish Airlines 981.

## Aeronave e tripulação

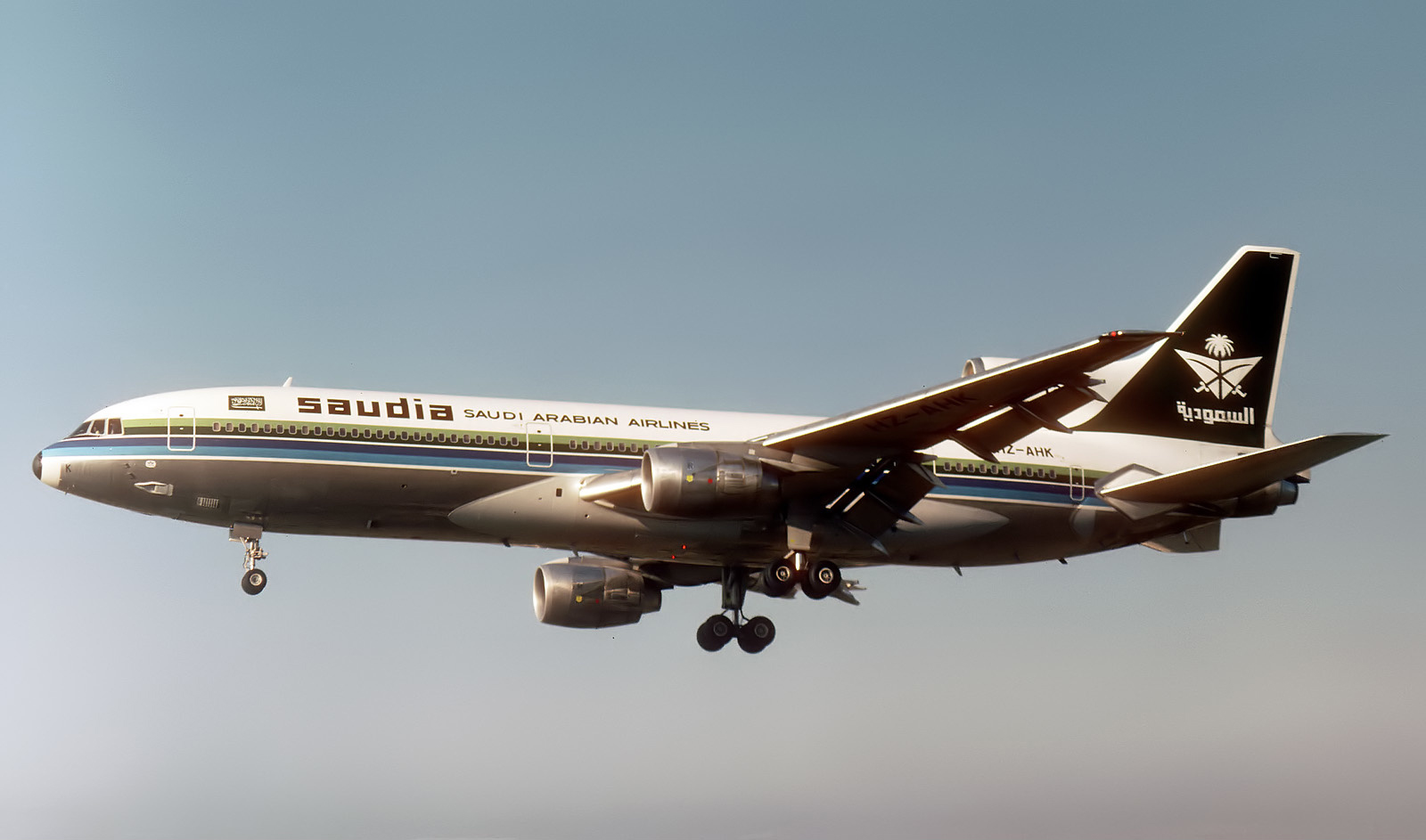
Foto do avião de prefixo HZ-AHK envolvido no incidente.

A aeronave envolvida no acidente era um Lockheed L-1011 TriStar, prefixo HZ-AHK. Ele fez seu primeiro voo em 13 de julho de 1979 e foi entregue na Saudia em 21 de agosto de 1979.
O capitão era Mohammed Ali Khowyter, de 38 anos, um saudita que foi contratado pela Saudia em 1965. Ele voou em várias aeronaves, como Douglas DC-3, DC-4, DC-9, Boeing 707 e 737. Os registros de Khowyter o descreveram como um aluno lento e precisando de um treinamento mais adequado. Khowyter tinha 7.674 horas de voo, incluindo 388 horas no TriStar. O primeiro oficial foi Sami Abdullah M. Hasanain, de 26 anos, que ingressou na companhia aérea em 1977 e já havia trabalhado como estagiário. Ele recebeu sua classificação de tipo no TriStar onze dias antes do acidente. Em um ponto durante seu treinamento, no entanto, devido ao seu fraco desempenho, Hasanain foi removido da escola de aviação. Hasanain teve 1.615 horas de voo, incluindo 125 horas no TriStar. O engenheiro de voo era Bradley Curtis, de 42 anos, um americano contratado pela companhia aérea em 1974. Ele havia se qualificado como capitão do Douglas DC-3 e foi designado para treinar no Boeing 707 ou 737, mas falhou para se qualificar como capitão e como primeiro oficial porque não atendeu aos requisitos. Ele precisou pagar por seu próprio treinamento como engenheiro de voo do L-1011 para manter seu emprego. Curtis tinha 650 horas de voo, incluindo 157 horas no TriStar.

## Acidente

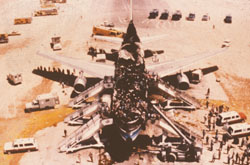
Vista de cima do Voo Saudia 163 após o incêndio.

O Voo 163 partiu do Aeroporto Internacional Qu'aid-e-Azam em Carachi, Paquistão, às 18:32 com destino Aeroporto Internacional de Jidá, em Jidá, Arábia Saudita, com escala intermediária programada no aeroporto de Riade. O voo chegou a Riade às 19:06 horário da Arábia Saudita. Houve uma espera de duas horas para reabastecimento. Durante a parada, vários passageiros desembarcaram. Após o reabastecimento, o voo decolou às 21h08 (18h08 UTC) com destino a Jidá.
Quase sete minutos de voo, a tripulação recebeu avisos de fumaça no compartimento de carga. A tripulação passou os próximos quatro minutos tentando confirmar os avisos, após o qual o engenheiro de voo Curtis voltou para a cabine para confirmar a presença de fumaça. O capitão Khowyter decidiu retornar ao aeroporto, e o primeiro oficial Hasanain comunicou suas intenções por rádio às 21h20. Às 21:25, o manete de empuxo do motor 2 travou enquanto o fogo queimava o cabo de operação. Então às 21:29, o motor foi desligado durante a aproximação final.
Às 21:35, Khowyter declarou emergência e pousou de volta em Riade. Após o pouso às 21:36, o avião continuou para uma taxiway no final da pista de onde saiu da pista, parando dois minutos e 40 segundos após o pouso às 21:39. Os serviços de resgate de incêndio do aeroporto estavam estacionados na seção de pouso da pista, com o pessoal de emergência esperando uma parada de emergência e evacuação. Isso significava que eles tinham que correr atrás da aeronave, que havia usado toda a extensão de uma pista de 4.000 m para diminuir a velocidade e depois sair para a pista de taxiamento. O avião parou de virar na direção oposta ao pouso.
Assim que a aeronave parou, a tripulação relatou que estavam desligando os motores e prestes a evacuar. Na chegada à aeronave, logo depois no entanto, a equipe de resgate constatou que os dois motores montados nas asas ainda estavam funcionando, impedindo-os de abrir as portas. Eles foram finalmente desligados às 21h42, três minutos e 15 segundos após a parada da aeronave, momento em que a comunicação com a tripulação foi perdida. Nenhum fogo externo foi visível neste momento, mas as chamas foram observadas através das janelas na parte traseira da aeronave. Vinte e três minutos após o desligamento do motor, às 22h05, a porta do R2 (segunda porta à direita) foi aberta pelo pessoal de solo. Três minutos depois, a aeronave pegou fogo e foi consumida pelo fogo.
O motivo do capitão Khowyter em falhar a evacuação da aeronave prontamente não é conhecido. Relatórios sauditas afirmam que a tripulação não conseguiu fazer as portas do tipo plug abrirem a tempo. Presume-se que a maioria dos passageiros e comissários de bordo ficaram incapacitados durante a rolagem de pouso ou não tentaram abrir a porta de uma aeronave em movimento. Sabe-se que a aeronave permaneceu pressurizada durante a rolagem de pouso com o sistema de pressurização da cabine em standby, e a aeronave foi encontrada com as duas escotilhas de pressurização quase totalmente fechadas. As escotilhas de pressurização devem ter aberto completamente no toque para despressurizar a aeronave. A tripulação foi encontrada ainda em seus assentos, e todas as vítimas foram encontradas na metade dianteira da fuselagem. As autópsias foram realizadas em alguns dos não sauditas, incluindo o engenheiro de voo americano. Todos eles morreram por inalação de fumaça e não por queimaduras, o que indica que eles morreram muito antes de a porta do R2 ser aberta. A fonte do incêndio no compartimento C3 não pôde ser determinada.

## Passageiros
| Nacionalidade      | Número |
| ------------------ | ------ |
| Canadá             | 1      |
| China              | 1      |
| Finlândia          | 1      |
| França             | 1      |
| Alemanha Ocidental | 1      |
| Irão               | 32     |
| Irlanda            | 1      |
| Itália             | 1      |
| Japão              | 1      |
| Coreia do Sul      | 1      |
| Países Baixos      | 1      |
| Paquistão          | 85     |
| Filipinas          | 6      |
| Arábia Saudita     | 154    |
| Espanha            | 1      |
| Taiwan             | 1      |
| Tailândia          | 2      |
| Reino Unido        | 4      |
| Estados Unidos     | 3      |
| Total              | 301    |

Oitenta e dois passageiros embarcaram em Carachi, enquanto os 205 passageiros restantes embarcaram em Riade. A maioria dos passageiros eram sauditas e peregrinos religiosos do Paquistão a caminho de Meca para um feriado tradicional do Ramadão. Além dos sauditas e paquistaneses, havia 32 peregrinos religiosos do Irã. Havia também um pequeno número de passageiros de vários países, que se dirigiam a Jidá para missões diplomáticas.

## Investigação

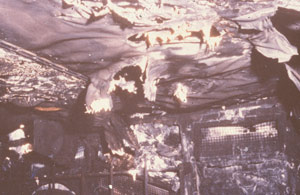
Compartimento de carga C3 após o incêndio.

A investigação revelou que o incêndio havia começado no compartimento de carga C3 da parte traseira. O fogo foi intenso o suficiente para queimar o chão da cabine, fazendo com que os passageiros sentados naquela área da cabine se movessem para a frente antes do pouso. Oficiais sauditas encontraram dois fogões a gás butano nos destroços queimados do avião e um extintor de incêndio usado perto de um deles. Uma das primeiras teorias era que o incêndio começou na cabine de passageiros quando um passageiro usou seu próprio fogão a gás butano para aquecer a água para o chá. A investigação não encontrou nenhuma evidência para apoiar esta teoria.

### Mudanças de procedimentos
Após o evento, a companhia aérea revisou seus procedimentos de treinamento e emergência. A Lockheed também removeu o isolamento acima da área de carga traseira e adicionou reforço estrutural de vidro laminado. O Conselho Nacional de Segurança nos Transportes recomendou que as aeronaves usassem extintores de halometano em vez dos tradicionais extintores de incêndio portáteis.

### Gerência da tripulação
O Voo 163 encapsulou a necessidade adicional de um advento da gerência da tripulação de voo. Isso é evidente pelos lapsos primários na comunicação eficaz que impediram a tripulação de realizar uma evacuação final bem-sucedida da aeronave. Esses lapsos são possibilitados em parte pelas chamadas "distâncias de poder" entre juniores e superiores em ambientes de trabalho, relacionamentos encontrados em todas as sociedades, mas enfatizados mais em algumas do que em outras. "Em culturas de distâncias de alto poder, os juniores não questionam os superiores e os líderes podem ser autocráticos", levando a situações em que um primeiro oficial acha difícil questionar as decisões tomadas pelo capitão, condições que podem ter estado presentes no voo 163 da Saudia. Este fenômeno tem a capacidade de afetar a segurança de voo globalmente, mas como o trabalho realizado na cabine é marcadamente dependente da capacidade de um trabalhador de verificar o trabalho de outro e vice-versa, o perigo é mais aparente em indivíduos criados em culturas que tradicionalmente reverenciam as distâncias de alto poder entre aqueles em posições de poder e seus subordinados.

## Na cultura popular
Em 1982, o programa de atualidades britânico World in Action exibiu um episódio intitulado "The Mystery of Flight 163" (O Mistério do Voo 163). Isso documentou o acidente e foi posteriormente usado para treinar pilotos no valor da gestão de recursos da tripulação.
O Acidente terá um episódio na temporada 24, episódio 8 do Programa Mayday!